# 熊本県第2区
熊本県第2区（くまもとけんだい2く）は、日本の衆議院における選挙区。1994年（平成6年）の公職選挙法改正で設置。

## 区域

### 現在の区域
2017年（平成29年）公職選挙法改正以降の区域は以下のとおりである。2017年の区割り変更では、熊本市西区の一部は1区から、南区の一部は4区から2区へ、中央区の一部は2区から1区へ移行された。
- 熊本市
  - 西区　
  - 南区
- 荒尾市
- 玉名市
- 玉名郡

### 2017年以前の区域
2013年（平成25年）公職選挙法改正から2017年の小選挙区改定までの区域は以下のとおりである。
- 熊本市
  - 中央区の一部（1区に属しない区域）
    - 琴平本町、琴平1・2丁目、十禅寺町、十禅寺1丁目、萩原町、八王寺町、春竹町大字春竹、平成1〜3丁目、本荘町、本荘1〜6丁目、南熊本1〜5丁目、迎町1・2丁目、本山町、本山1〜4丁目、弥生町、横手1〜3丁目、世安町[4][5]

  - 西区の一部（1区に属しない区域）
    - 池上町、沖新町、小島上町、小島下町、小島1〜9丁目、春日1〜8丁目、上代1〜10丁目、上高橋1・2丁目、上松尾町、河内町大多尾、河内町面木、河内町河内、河内町白浜、河内町岳、河内町東門寺、河内町野出、河内町船津、島崎2〜7丁目、城山大塘1〜7丁目、城山上代町、城山下代1〜5丁目、城山半田1〜4丁目、城山薬師1・2丁目、新土河原1・2丁目、新港1・2丁目、高橋町1・2丁目、田崎本町、田崎町、田崎1〜3丁目、谷尾崎町、戸坂町、中島町、中原町、中松尾町、西松尾町、二本木1〜5丁目、野中1〜3丁目、花園1〜7丁目、松尾町近津、松尾町平山、松尾1・2丁目、八島町、八島1・2丁目、横手1〜5丁目、蓮台寺1〜5丁目[4][5]

  - 南区の一部（旧城南町・富合町域を除く）
    - 会富町、荒尾町、荒尾1〜3丁目、出仲間1〜9丁目、今町、海路口町、薄場町、薄場1〜3丁目、内田町、江越1・2丁目、奥古閑町、上ノ郷1・2丁目、刈草1〜3丁目、川口町、川尻1〜6丁目、幸田1・2丁目、合志1〜4丁目、護藤町、島町1〜5丁目、十禅寺2・3丁目、白石町、白藤1〜5丁目、砂原町、銭塘町、田井島1〜3丁目、田迎町大字田井島、田迎町大字良町、田迎1〜6丁目、近見町、近見1〜9丁目、土河原町、鳶町1・2丁目、中無田町、並建町、野口町、野口1〜4丁目、野田1〜3丁目、畠口町、八王寺町、八分字町、浜口町、日吉1・2丁目、平田1・2丁目、平成1・2丁目、孫代町、馬渡1・2丁目、美登里町、南高江町、南高江1〜7丁目、御幸木部町、御幸木部1〜3丁目、御幸西無田町、御幸西1〜4丁目、御幸笛田町、御幸笛田1〜8丁目、無田口町、元三町、元三町1〜5丁目、八幡1〜11丁目、良町1〜5丁目、流通団地1・2丁目
- 荒尾市
- 玉名市
- 玉名郡

1994年（平成6年）公職選挙法改正から2013年の小選挙区改定までの区域は以下のとおりである。
- 熊本市（1区に属しない区域）
  - 琴平本町、琴平1・2丁目、十禅寺町、十禅寺1〜3丁目、萩原町、八王寺町、春竹町大字春竹、平成1〜3丁目、本荘町、本荘1〜6丁目、南熊本1〜5丁目、迎町1・2丁目、本山町、本山1〜4丁目、弥生町、横手1〜5丁目、世安町、池上町、沖新町、小島上町、小島下町、小島1〜9丁目、春日1〜8丁目、上代1〜10丁目、上高橋1・2丁目、上松尾町、河内町大多尾、河内町面木、河内町河内、河内町白浜、河内町岳、河内町東門寺、河内町野出、河内町船津、島崎2〜7丁目、城山大塘1〜7丁目、城山上代町、城山下代1〜5丁目、城山半田1〜4丁目、城山薬師1・2丁目、新土河原1・2丁目、新港1・2丁目、高橋町1・2丁目、田崎本町、田崎町、田崎1〜3丁目、谷尾崎町、戸坂町、中島町、中原町、中松尾町、西松尾町、二本木1〜5丁目、野中1〜3丁目、花園1〜7丁目、松尾町近津、松尾町平山、松尾1・2丁目、八島町、八島1・2丁目、蓮台寺1〜5丁目、会富町、荒尾町、荒尾1〜3丁目、出仲間1〜9丁目、今町、海路口町、薄場町、薄場1〜3丁目、内田町、江越1・2丁目、奥古閑町、上ノ郷1・2丁目、刈草1〜3丁目、川口町、川尻1〜6丁目、幸田1・2丁目、合志1〜4丁目、護藤町、島町1〜5丁目、白石町、白藤1〜5丁目、砂原町、銭塘町、田井島1〜3丁目、田迎町大字田井島、田迎町大字良町、田迎1〜6丁目、近見町、近見1〜9丁目、土河原町、鳶町1・2丁目、中無田町、並建町、野口町、野口1〜4丁目、野田1〜3丁目、畠口町、八分字町、浜口町、日吉1・2丁目、平田1・2丁目、孫代町、馬渡1・2丁目、美登里町、南高江町、南高江1〜7丁目、御幸木部町、御幸木部1〜3丁目、御幸西無田町、御幸西1〜4丁目、御幸笛田町、御幸笛田1〜8丁目、無田口町、元三町、元三町1〜5丁目、八幡1〜11丁目、良町1〜5丁目、流通団地1・2丁目[4]
- 荒尾市
- 玉名市
- 玉名郡

## 歴史
熊本市・荒尾市などを中心とした都市部と玉名市・玉名郡を中心とした農村部が混在する地域である。玉名市郡を中心に保守地盤が厚い一方で、荒尾市は革新が強い。2005年の第44回まではいずれも保守系候補（第42回以降野田毅と林田彪がコスタリカ方式で出馬）が小選挙区を制していた。しかし、都市部を中心に無党派層が増加。2003年の第43回には、民主党候補が比例代表で復活当選し、2009年の第45回には民主党が初めて小選挙区で議席を獲得した。
同回で林田が重複立候補せず落選したため、コスタリカ方式は解消された。以降の選挙ではその都度選挙区調整が行われ、2012年の第46回では野田が選挙区、林田が比例単独（35位）で立候補し当選。
2014年の第47回では「73歳以上は原則比例で公認しない」との自民党内規に野田が抵触することから再び野田は選挙区、林田は比例下位での立候補となり、この選挙で落選した林田は政界を引退。この禍根により林田支持層は2017年の第48回では古賀誠からも支援を受ける無所属で元財務官僚の西野太亮を支援した。この選挙では野田が勝利したが、2021年の第49回では、西野が17選を目指した自民党の野田を破った。野田は党の規定で比例九州ブロックに重複立候補していなかったため、議席を失った。なお、西野は選挙後の同年12月7日付けで自民党に入党した。西野は第50回で再選。

## 小選挙区選出議員
| 選挙名                 | 年                 | 当選者     | 党派       |
| ---------------------- | ------------------ | ---------- | ---------- |
| 第41回衆議院議員総選挙 | 1996年（平成8年）  | 野田毅     | 新進党     |
| 第42回衆議院議員総選挙 | 2000年（平成12年） | 野田毅     | 保守党     |
| 第43回衆議院議員総選挙 | 2003年（平成15年） | 林田彪     | 自由民主党 |
| 第44回衆議院議員総選挙 | 2005年（平成17年） | 野田毅     | 自由民主党 |
| 第45回衆議院議員総選挙 | 2009年（平成21年） | 福嶋健一郎 | 民主党     |
| 第46回衆議院議員総選挙 | 2012年（平成24年） | 野田毅     | 自由民主党 |
| 第47回衆議院議員総選挙 | 2014年（平成26年） | 野田毅     | 自由民主党 |
| 第48回衆議院議員総選挙 | 2017年（平成29年） | 野田毅     | 自由民主党 |
| 第49回衆議院議員総選挙 | 2021年（令和3年）  | 西野太亮   | 無所属     |
| 第50回衆議院議員総選挙 | 2024年（令和6年）  | 西野太亮   | 自由民主党 |

## 選挙結果
時の内閣：第1次石破内閣 解散日：2024年10月9日 公示日：2024年10月15日
当日有権者数：30万9146人 最終投票率：50.10%（前回比：8.57%） （全国投票率：53.85%（2.08%））
| 当落 | 候補者名   | 年齢 | 所属党派   | 新旧 | 得票数    | 得票率 | 惜敗率 | 推薦・支持 | 重複 |
| ---- | ---------- | ---- | ---------- | ---- | --------- | ------ | ------ | ---------- | ---- |
| 当   | 西野太亮   | 46   | 自由民主党 | 前   | 102,624票 | 69.32% | ――     | 公明党推薦 | ○    |
|      | 近田茜     | 32   | 参政党     | 新   | 25,944票  | 17.53% | 25.28% |            |      |
|      | 奥田木の実 | 28   | 日本共産党 | 新   | 19,469票  | 13.15% | 18.97% |            |      |

時の内閣：第1次岸田内閣 解散日：2021年10月14日 公示日：2021年10月19日
当日有権者数：31万4184人 最終投票率：58.67%（前回比：0.14%） （全国投票率：55.93%（2.25%））
| 当落 | 候補者名 | 年齢 | 所属党派   | 新旧 | 得票数    | 得票率 | 惜敗率 | 推薦・支持 | 重複 |
| ---- | -------- | ---- | ---------- | ---- | --------- | ------ | ------ | ---------- | ---- |
| 当   | 西野太亮 | 43   | 無所属     | 新   | 110,310票 | 60.64% | ――     |            | ×    |
|      | 野田毅   | 80   | 自由民主党 | 前   | 60,091票  | 33.03% | 54.47% | 公明党推薦 |      |
|      | 橋田芳昭 | 66   | 日本共産党 | 新   | 11,521票  | 6.33%  | 10.44% |            |      |

- 西野は当選後、自民党に入党。

時の内閣：第3次安倍第3次改造内閣 解散日：2017年9月28日 公示日：2017年10月10日
当日有権者数：31万8735人 最終投票率：58.53%（前回比：12.51%） （全国投票率：53.68%（1.02%））
| 当落 | 候補者名 | 年齢 | 所属党派   | 新旧 | 得票数   | 得票率 | 惜敗率 | 推薦・支持     | 重複 |
| ---- | -------- | ---- | ---------- | ---- | -------- | ------ | ------ | -------------- | ---- |
| 当   | 野田毅   | 76   | 自由民主党 | 前   | 86,027票 | 47.48% | ――     | 公明党推薦     |      |
|      | 西野太亮 | 39   | 無所属     | 新   | 62,575票 | 34.54% | 72.74% |                | ×    |
|      | 和田要   | 68   | 社会民主党 | 新   | 26,074票 | 14.39% | 30.31% | 日本共産党推薦 | ○    |
|      | 木下順子 | 58   | 幸福実現党 | 新   | 6,495票  | 3.59%  | 7.55%  |                |      |

時の内閣：第2次安倍改造内閣 解散日：2014年11月21日 公示日：2014年12月2日
当日有権者数：30万3272人 最終投票率：46.02%（前回比：10.44%） （全国投票率：52.66%（6.66%））
| 当落 | 候補者名 | 年齢 | 所属党派   | 新旧 | 得票数   | 得票率 | 惜敗率 | 推薦・支持 | 重複 |
| ---- | -------- | ---- | ---------- | ---- | -------- | ------ | ------ | ---------- | ---- |
| 当   | 野田毅   | 73   | 自由民主党 | 前   | 92,873票 | 71.64% | ――     | 公明党推薦 |      |
|      | 広瀬由美 | 58   | 日本共産党 | 新   | 36,769票 | 28.36% | 39.59% |            |      |

- 林田は引き続き比例単独で立候補（落選し政界引退）。

時の内閣：野田第3次改造内閣 解散日：2012年11月16日 公示日：2012年12月4日 最終投票率：56.46% （全国投票率：59.32%（9.96%））
| 当落 | 候補者名   | 年齢 | 所属党派     | 新旧 | 得票数   | 得票率 | 惜敗率 | 推薦・支持       | 重複 |
| ---- | ---------- | ---- | ------------ | ---- | -------- | ------ | ------ | ---------------- | ---- |
| 当   | 野田毅     | 71   | 自由民主党   | 前   | 88,744票 | 53.53% | ――     | 公明党推薦       | ○    |
|      | 本田顕子   | 41   | みんなの党   | 新   | 33,283票 | 20.07% | 37.50% | 日本維新の会推薦 | ○    |
|      | 濱田大造   | 42   | 民主党       | 新   | 25,891票 | 15.62% | 29.17% |                  | ○    |
|      | 福嶋健一郎 | 46   | 日本未来の党 | 前   | 11,520票 | 6.95%  | 12.98% | 新党大地推薦     | ○    |
|      | 松山邦夫   | 59   | 日本共産党   | 新   | 6,358票  | 3.83%  | 7.16%  |                  |      |

- 本田は第25回参議院議員通常選挙で自由民主党公認で比例区より立候補し当選。
- 濱田は第49回では1区から立憲民主党公認で立候補したが落選。

時の内閣：麻生内閣 解散日：2009年7月21日 公示日：2009年8月18日 （全国投票率：69.28%（1.77%））
| 当落 | 候補者名   | 年齢 | 所属党派   | 新旧 | 得票数    | 得票率 | 惜敗率 | 推薦・支持 | 重複 |
| ---- | ---------- | ---- | ---------- | ---- | --------- | ------ | ------ | ---------- | ---- |
| 当   | 福嶋健一郎 | 43   | 民主党     | 新   | 104,876票 | 50.38% | ――     |            | ○    |
|      | 林田彪     | 65   | 自由民主党 | 前   | 99,933票  | 48.01% | 95.29% |            |      |
|      | 馬郡賢一   | 45   | 幸福実現党 | 新   | 3,354票   | 1.61%  | 3.20%  |            |      |

時の内閣：第2次小泉改造内閣 解散日：2005年8月8日 公示日：2005年8月30日 （全国投票率：67.51%（7.65%））
| 当落 | 候補者名 | 年齢 | 所属党派   | 新旧 | 得票数    | 得票率 | 惜敗率 | 推薦・支持 | 重複 |
| ---- | -------- | ---- | ---------- | ---- | --------- | ------ | ------ | ---------- | ---- |
| 当   | 野田毅   | 63   | 自由民主党 | 前   | 112,549票 | 55.78% | ――     |            | ○    |
|      | 松野信夫 | 54   | 民主党     | 前   | 79,793票  | 39.55% | 70.90% |            | ○    |
|      | 上野哲夫 | 51   | 日本共産党 | 新   | 9,432票   | 4.67%  | 8.38%  |            |      |

- 松野は第21回参議院議員通常選挙に立候補し、当選。

時の内閣：第1次小泉第2次改造内閣 解散日：2003年10月10日 公示日：2003年10月28日 （全国投票率：59.86%（2.63%））
| 当落 | 候補者名 | 年齢 | 所属党派   | 新旧 | 得票数   | 得票率 | 惜敗率 | 推薦・支持 | 重複 |
| ---- | -------- | ---- | ---------- | ---- | -------- | ------ | ------ | ---------- | ---- |
| 当   | 林田彪   | 59   | 自由民主党 | 前   | 95,233票 | 52.74% | ――     |            | ○    |
| 比当 | 松野信夫 | 52   | 民主党     | 新   | 75,517票 | 41.82% | 79.30% |            | ○    |
|      | 前田正治 | 49   | 日本共産党 | 新   | 9,829票  | 5.44%  | 10.32% |            |      |

時の内閣：第1次森内閣 解散日：2000年6月2日 公示日：2000年6月13日 （全国投票率：62.49%（2.84%））
| 当落 | 候補者名   | 年齢 | 所属党派   | 新旧 | 得票数    | 得票率 | 惜敗率 | 推薦・支持 | 重複 |
| ---- | ---------- | ---- | ---------- | ---- | --------- | ------ | ------ | ---------- | ---- |
| 当   | 野田毅     | 58   | 保守党     | 前   | 106,129票 | 60.39% | ――     |            |      |
|      | 松野信夫   | 49   | 民主党     | 新   | 50,604票  | 28.79% | 47.68% |            | ○    |
|      | 山本伸裕   | 36   | 日本共産党 | 新   | 11,644票  | 6.63%  | 10.97% |            |      |
|      | 高野香代子 | 48   | 自由連合   | 新   | 7,375票   | 4.20%  | 6.95%  |            |      |

時の内閣：第1次橋本内閣 解散日：1996年9月27日 公示日：1996年10月8日 （全国投票率：59.65%（8.11%））
| 当落 | 候補者名 | 年齢 | 所属党派   | 新旧 | 得票数   | 得票率 | 惜敗率 | 推薦・支持 | 重複 |
| ---- | -------- | ---- | ---------- | ---- | -------- | ------ | ------ | ---------- | ---- |
| 当   | 野田毅   | 55   | 新進党     | 前   | 97,242票 | 50.16% | ――     |            |      |
|      | 林田彪   | 52   | 自由民主党 | 新   | 79,249票 | 40.88% | 81.50% |            | ○    |
|      | 立石武博 | 62   | 日本共産党 | 新   | 8,983票  | 4.63%  | 9.24%  |            |      |
|      | 栗原隆   | 35   | 新社会党   | 新   | 8,393票  | 4.33%  | 8.63%  |            | ○    |

- 林田は、1999年7月、比例九州ブロックの東家嘉幸が辞職し次点候補者が死去していたため、繰り上げ当選。42回は比例単独で立候補し、当選。